# Nationalromantik

Friheten på barrikaderna av Eugène Delacroix. Motivet är julirevolutionen 1830.

Stickande kulla av Anders Zorn, 1901.

Nationalromantiken eller nationell romantik var en intellektuell och estetisk rörelse under 1800-talet och början av 1900-talet. Nationalromantiken var de konstnärliga uttrycken för nationalismen, som en nationalistisk gren av romantiken, och förekom i de flesta länder i Europa från början av 1800-talet och fram till realismen, tiden varierar dock från olika konstformer. Natur och landsbygd hyllas, liksom den egna staten. Både Skansen och Nationalmuseum i Stockholm skapades under den nationalromantiska perioden i Sverige.
Nationalismen fanns som ett inslag i romantiken redan från dess födelse, med Ossians sånger. Med nationalismens födelse och vurmen för nationalstaten i början av 1800-talet föds den egentliga nationalromantiken, till att börja med främst inom litteratur och musik. Inom arkitektur och konst var de klassicistiska idealen så starka, att det var först framåt mitten av 1800-talet som de började luckras upp.

## Musik
Inom musiken handlade nationalromantiken till att börja med främst om uppteckningar av ballader och folkvisor, som tänktes ha sitt ursprung i "folksjälen". Många klassiska kompositörer försökte dock tidigt hitta en egen "nationell" ton i sitt musikskapande, gärna med romantiska förtecken med hänvisning till "nationens musikaliska själ". 
Författandet av nationalsånger och annan patriotisk musik kan ses som nationalromantik, men utan att musiken på något sätt kan sägas bygga på en egen nationellt kulturarv, och just kopplad till en föreställning om en djupt rotad "nationell" musiksmak, är musiken inte nationalromantisk. Tonsättningar av nationalepos är ett annat exempel. Sånger som beskriver den egna statens landsbygd och natur är också vanligt. 
Manskörerna i nordeuropa nådde sin största popularitet under denna period med en nationalromantisk repertoar.

### Några tonsättare
Norge:
- Ole Bull
- Edvard Grieg

Ryssland:
- Aleksandr Borodin
- Michail Glinka
- Modest Musorgskij
- Nikolaj Rimskij-Korsakov

Sverige:
- Hugo Alfvén
- Kurt Atterberg
- Wilhelm Peterson-Berger
- Wilhelm Stenhammar
- August Söderman

Tjeckien:
- Antonín Dvořák
- Bedřich Smetana

### Några verk
- Frithiofs saga – Esaias Tegnér
- Vikingen – Erik Gustaf Geijer
- Svenska bilder – Carl Snoilsky
- Sverige – Verner von Heidenstam
- Sveriges flagga – K.G. Ossiannilsson

## Arkitektur

### Utveckling

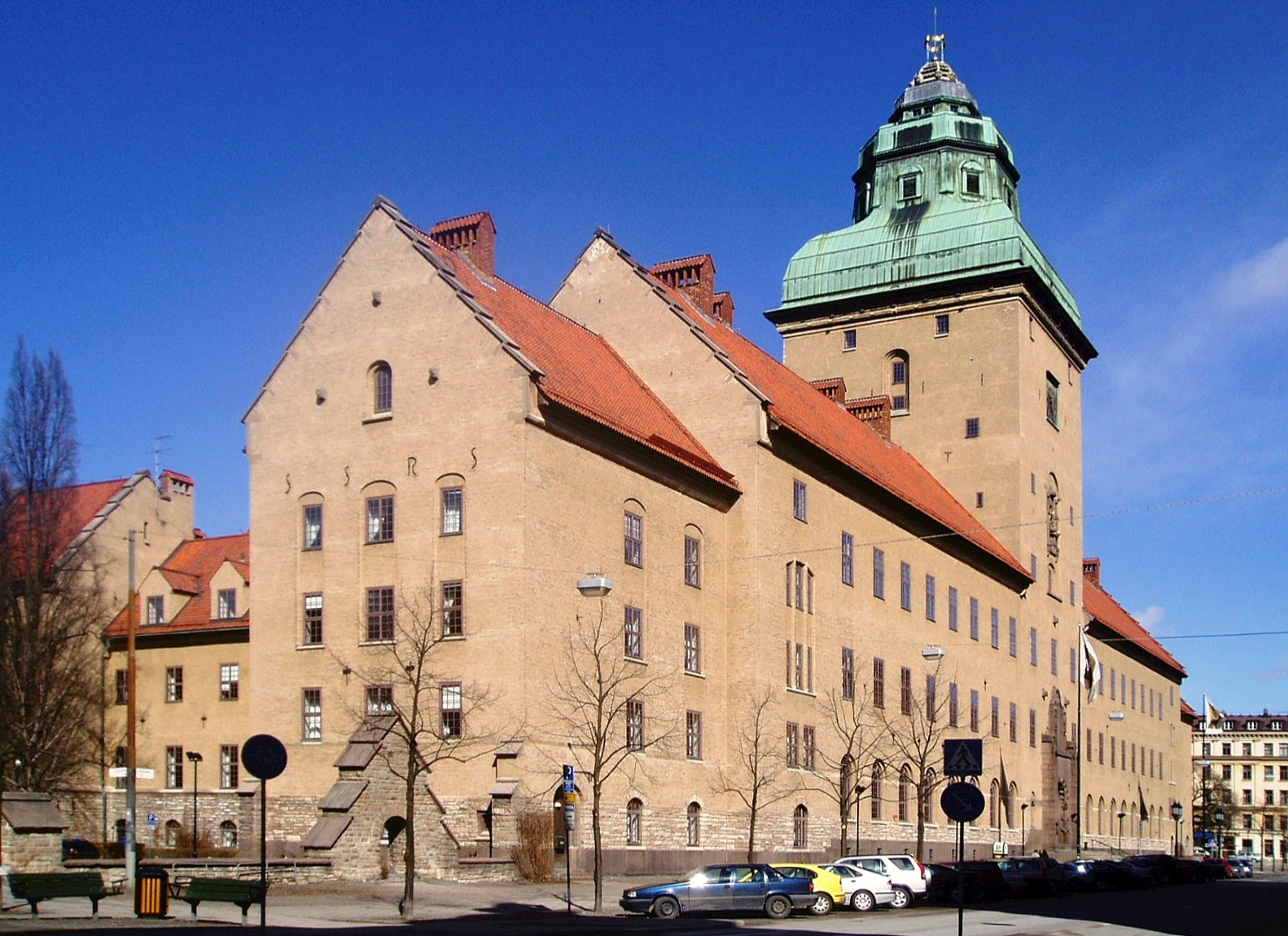
Stockholms rådhus, Carl Westman.

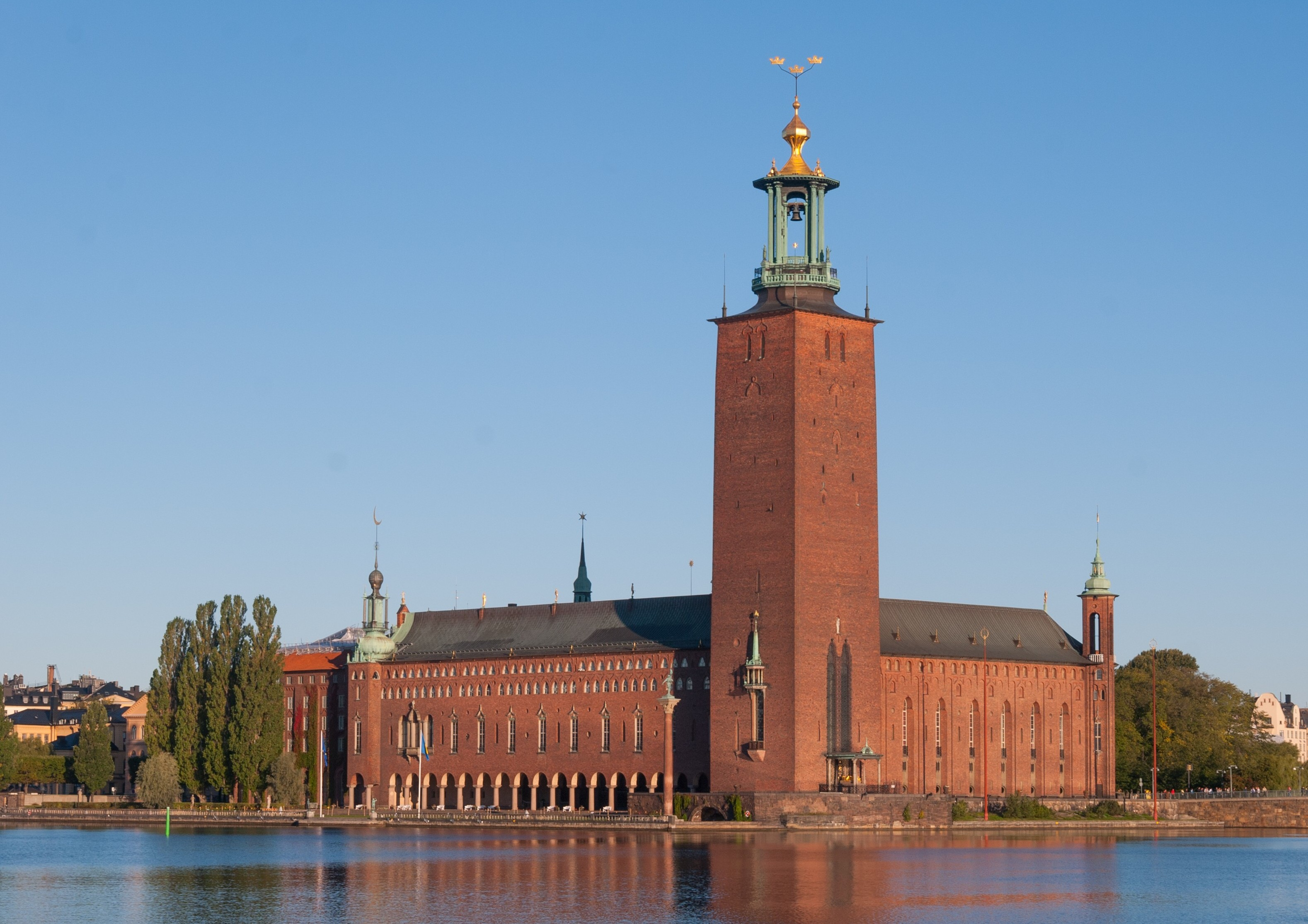
Stockholms stadshus, Ragnar Östberg

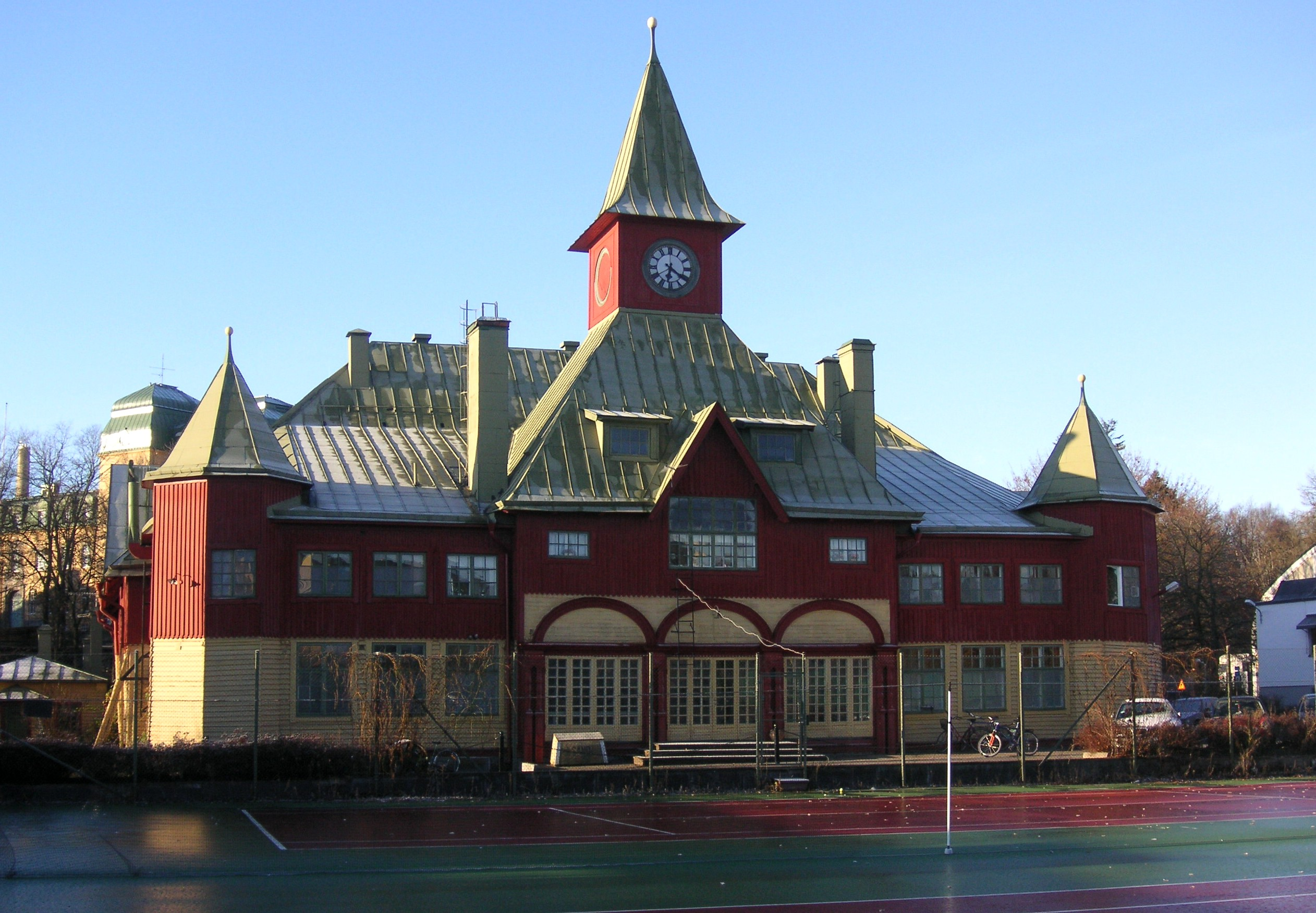
Tennispaviljongen i Stockholm. Fredrik Lilljekvist

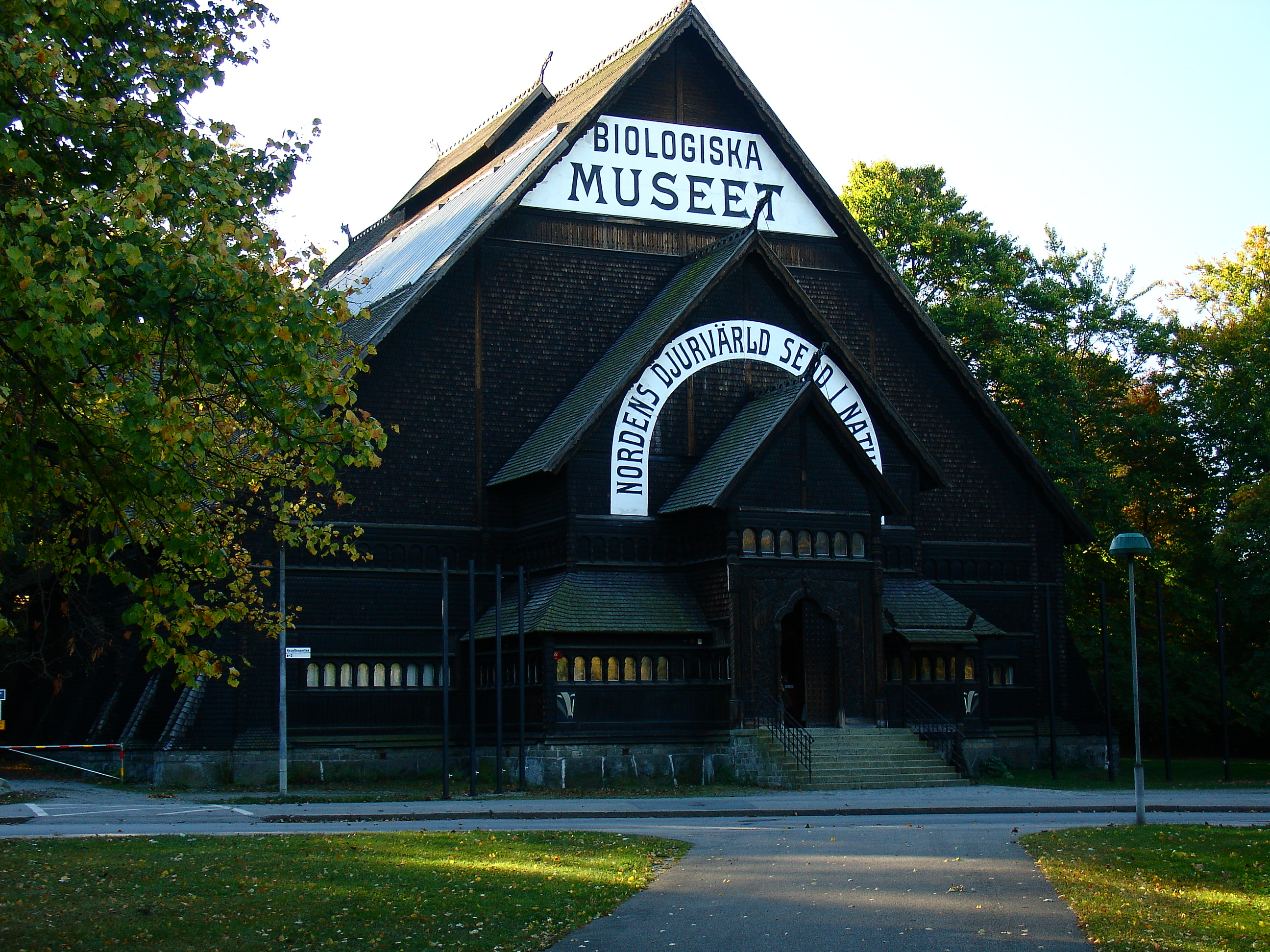
Biologiska Museet i Stockholm, Agi Lindegren

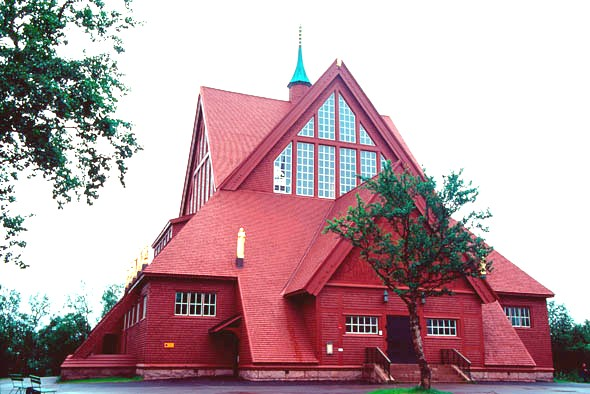
Kiruna kyrka i Kiruna.
Gustaf Wickman

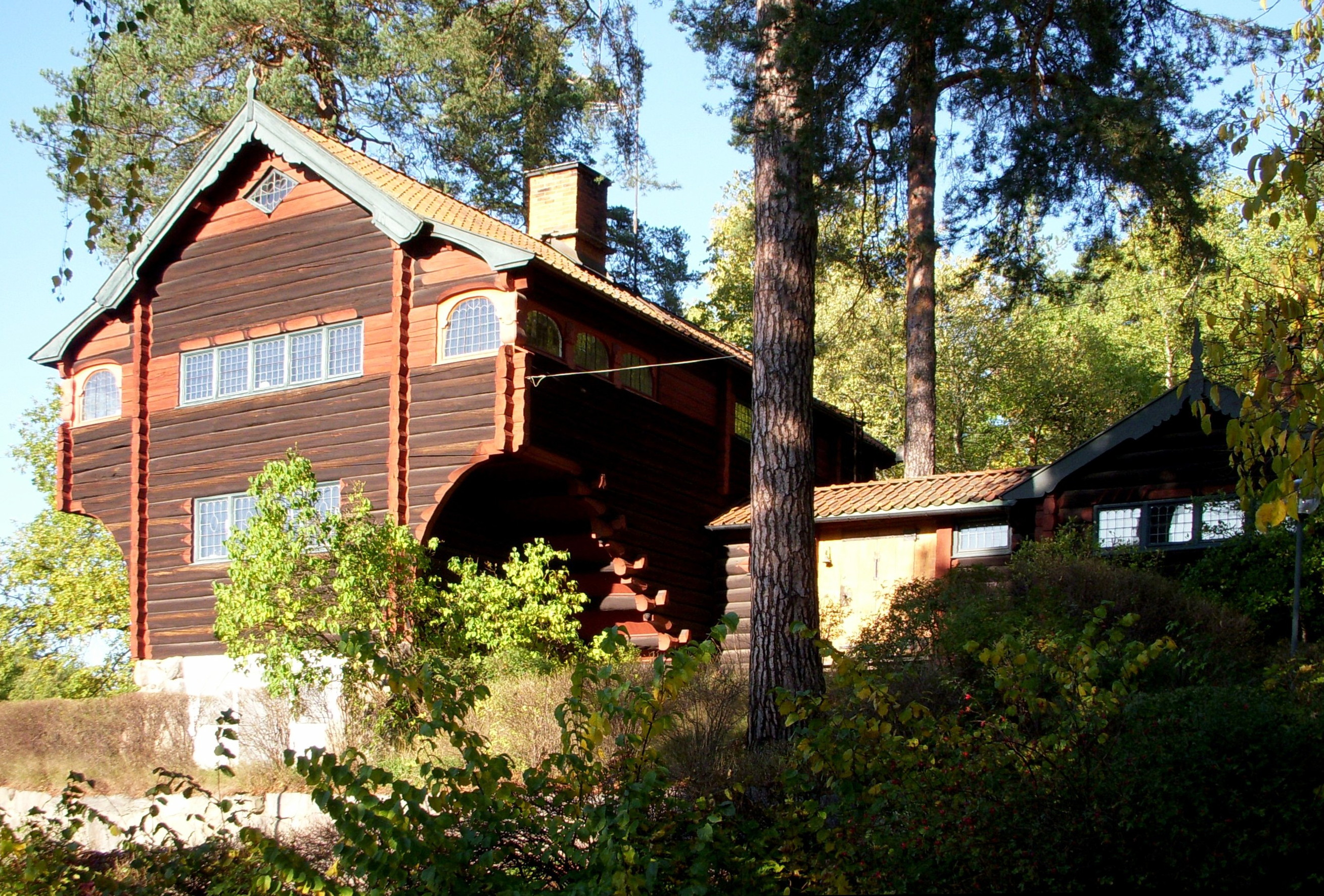
Villa Tallom, Djursholm.
Lars Israel Wahlman

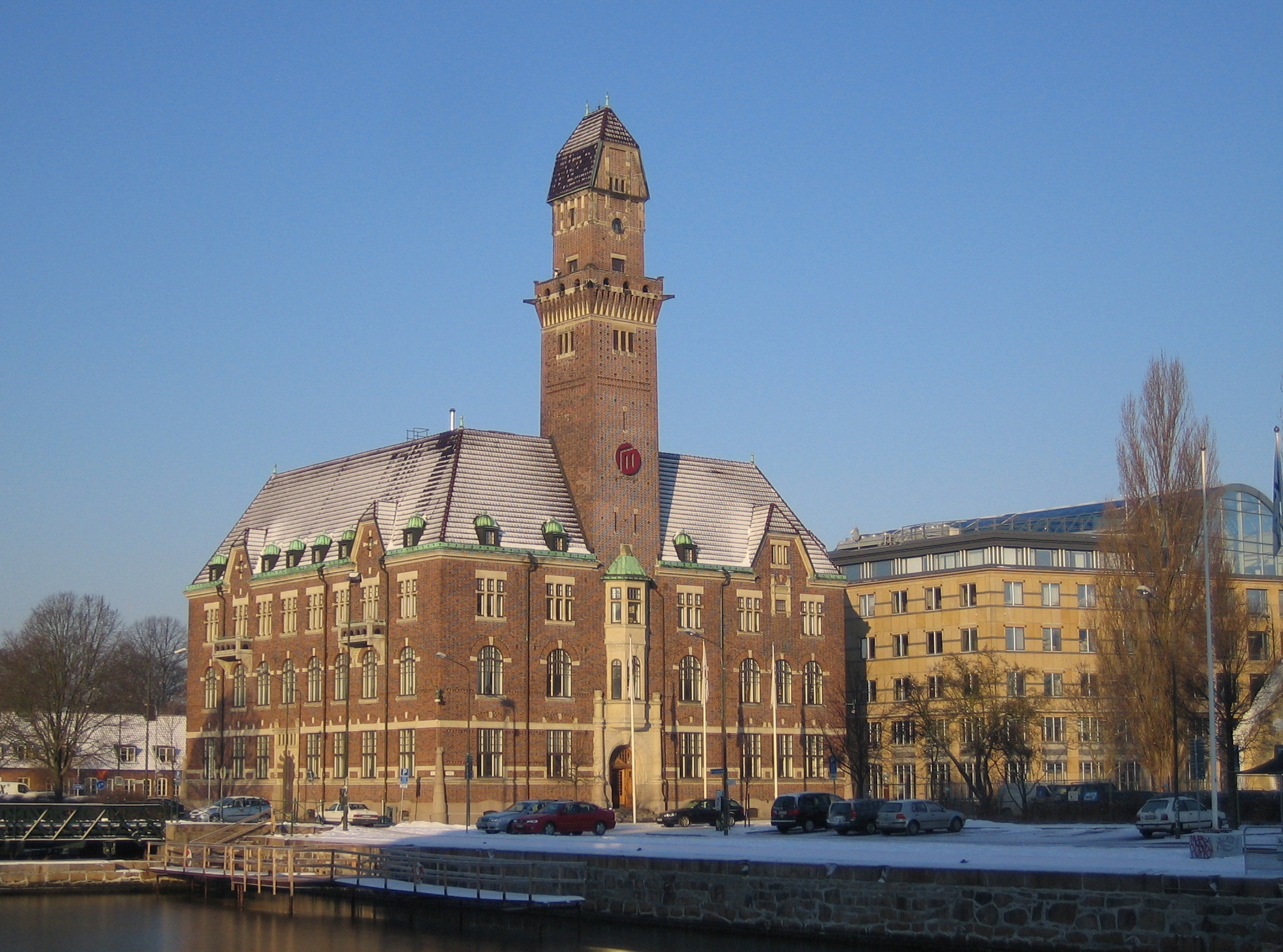
Hamnkontoret i Malmö, numera World Maritime University.
Harald Boklund

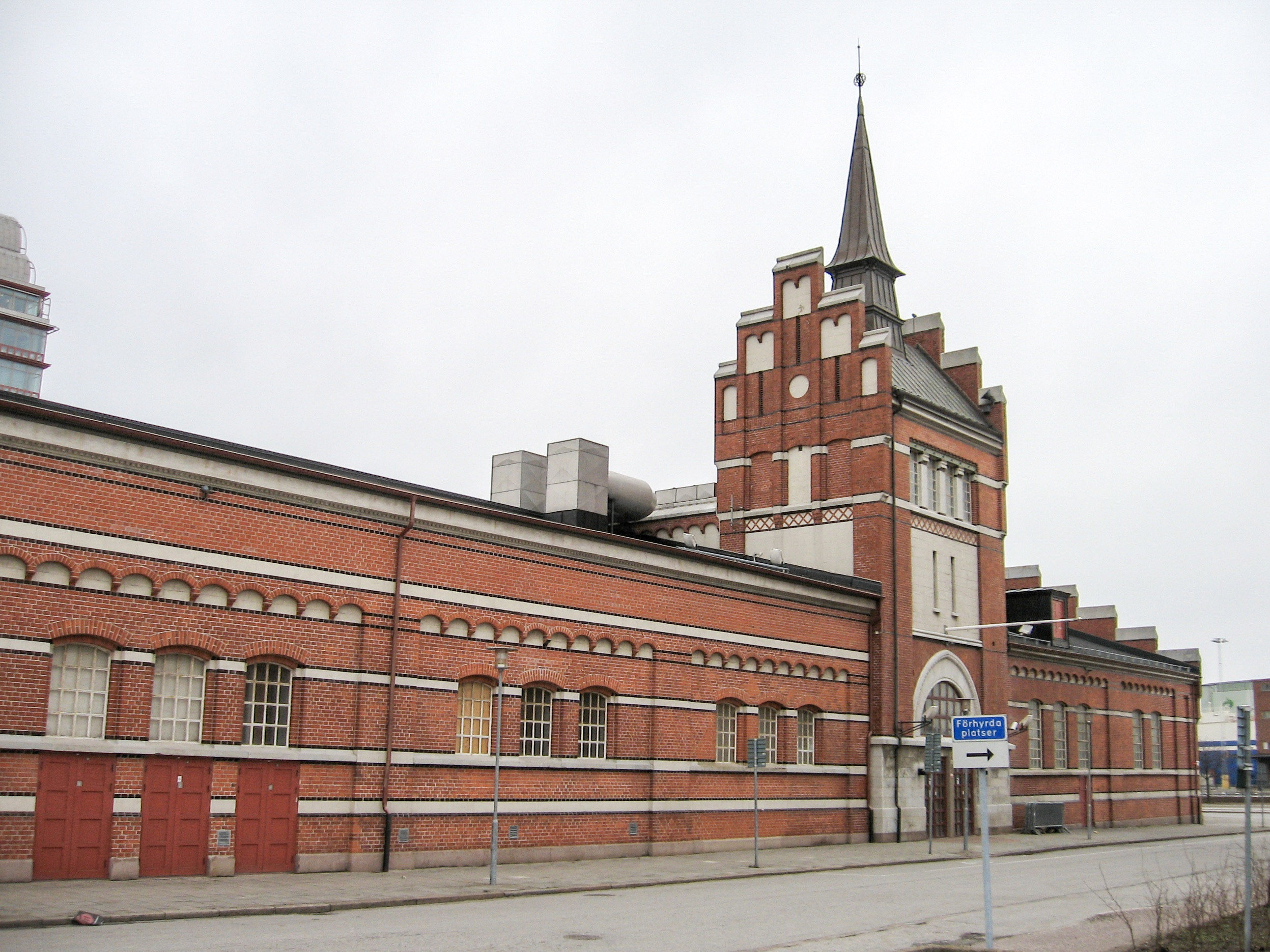
Slakthuset i Malmö.
Salomon Sörensen

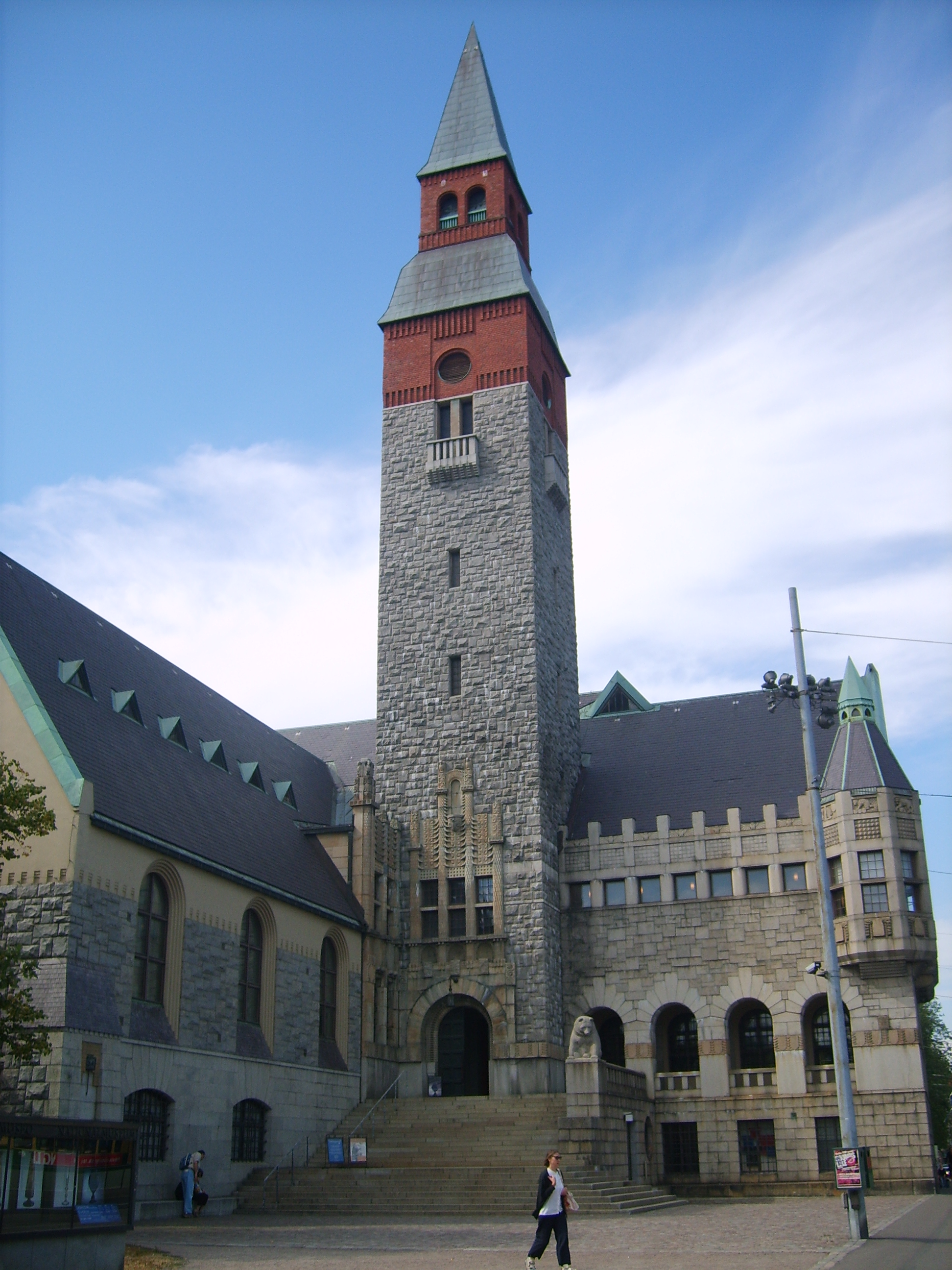
Finlands nationalmuseum. Gesellius-Lindgren-Saarinen

Redan under med den gotiska stilens födelse i England vid mitten av 1700-talet fanns nationalromantiska tankegångar bakom arkitekturen. Gustaf III, som gjorde enskilda, om än ganska missuppfattade försök att introducera en "Götisk" stil i Sverige hade nationalromantiska tankegångar. Den klassicistiska vurmen kom dock att dominera arkitekturen under hela det tidiga 1800-talet, och trots enskilda exempel är det först på 1870-talet som det som vanligen brukar betecknas som nationalromantik får sitt genombrott. Under det sena 1800-talets eklekticism hade arkitekturen fått en allt mer nationell inriktning. Denna fortsatte och blev mer renodlad under 1900-talets början. Många arkitekter började alltmer krydda sina byggnader med detaljer ur den nationella folkkonsten. Några av de första exemplen på detta kan ses i Finland, där man som ett furstendöme i det mycket större Ryssland, sökte efter en nationell identitet. Man uppförde hus i vad som man ansåg vara "äktfinska" material, så som natursten i monumentalbyggnader och timmer i sommarställen och villor. En av de ledande arkitekterna var här Lars Sonck, som bland annat uppförde Telefonföreningens hus och kompositören Sibelius Villa Ainola enligt dessa principer. Sonck fick snart flera efterföljare och fler hus som Nationalmuseet och Pohjalabolagets huvudbyggnad av arkitekttrion Herman Gesellius, Armas Lindgren och Eliel Saarinen byggdes i nationalromantisk stil. Även i Ungern, vars situation i många avseenden liknade Finlands, hade en liknande arkitektursyn vuxit upp, med bland andra Béla Lajta som förgrundsgestalt. I Sverige argumenterade August Brunius för att den nya stilen istället skulle kallas nationalrealism, då han ansåg att den mer stod med båda fötterna på jorden genom goda planlösningar och solida, enkla konstruktioner. Den svenska versionen av nationalromantik dominerades mer av tegel och träpaneler och färgskalor som falurött och herrgårdsgult, men också av ett mindre nationalistiskt formspråk och mer importerade förebilder, som kan ses i Stockholms stadshus som exempel.

### Sverige
Det nationalromantiska Sverige hämtade sina förebilder i äldre svensk arkitektur, till exempel allmogestil, vasatidens slott eller stormaktstidens barock. Material som trä, tegel och natursten var vanliga. Stilen premierade ett hantverksmässigt utförande. Städernas hus hade ofta tegel eller puts, medan villor och egnahem ofta hade fasader i tjärat eller rödfärgat trä med tätspröjsade fönster. Knutar, foder och fönster målades vita, bruna eller gröna. Takfallen var ofta branta och brutna med kupor. Asymmetrisk planlösning var vanligt.
Carl Westman var en viktig svensk pionjär för den nationalromantiska arkitekturen. I Pressens villa (numera riven), ritad och uppförd i Saltsjöbaden 1901, förverkligade han sina ideal: en rödmålad villa med vita knutar.  Med Villa Tamm i Saltsjöbaden från 1903, inledde Westman en serie villor med regelbundna plan- och fasadlösningar. Andra arkitekter var Ragnar Östberg och Lars Israel Wahlman. Arkitekten Per Olof Hallman skapade planerna för flera områden med nationalromantiska drag. I Finland var arkitekttrion Gesellius-Lindgren-Saarinen banbrytare.
I södra Sverige tog sig nationalromantiken delvis andra uttryck inom arkitekturen eftersom arkitekterna främst valde sina förebilder ur äldre skånsk och dansk arkitektur något som resulterade i en (i jämförelse med den mellansvenska nationalromantiken) mindre tung och kraftfull arkitektur. John Smedberg och Fredrik Sundbärgs Malmö museum från 1900 (idag stadsbiblioteket) har tydlig påverkan från skånska och danska slott (Egeskov, Torup, Trolleholm) och Salomon Sörensens slakthus från 1904 tog inspiration från hansatidens sengotiska arkitektur.

#### Villaområden & byggnader
Många villastäder kom till under nationalromantiken. Många villor från denna tid visar en blandning av olika stilar. En del av byggnaderna som tillkom i villastäderna under denna period hade inslag av tidigare snickarglädje, schweizerstil och även senare jugendarkitektur. Under 1910-talet blev jugendstilen omodern och ersattes av en stramare stil med klassicistiska drag (även kallad tjugotalsklassicism eller Swedish grace). Få områden har hus i enbart nationalromantisk stil.
Områden
- Stocksund – norra Stockholm
- Djurgården – Stockholm
- Djursholm – norra Stockholm
- Storängen – sydöstra Stockholm
- Lärkstaden – Östermalm Stockholm

#### Stadsbebyggelse
Få områden har enbart nationalromantisk stil, men Lärkstaden i Stockholm tillhör ett område med utpräglad nationalromantisk stil. Områden som till viss del har eller har haft detta stilideal kan även hittas i listan nedan.
Områden
- Lärkstaden, Östermalm, Stockholm, 1909–1918
- Fridhem, Malmö (enstaka villor med nationalromantiska drag)
- Erik Dahlbergsgatan, Göteborg, 1902–

Byggnader (exempel)
(I alfabetisk ordning)
- Biologiska museet, Djurgården, Stockholm, 1893
- Bagaregårdsskolan, Bagaregården, Göteborg, 1918
- Bodens station, Boden, 1893
- Borås rådhus, 1910
- Cedergrenska tornet, Stocksund, 1896
- Centralposthuset, Malmö, 1900–1906
- Curmans villor, Lysekil, 1880
- Danvikshem, Nacka, 1912–1915
- Engelbrektskyrkan, Stockholm, 1914
- Feskekörka, Göteborg, 1874
- Hamnkontoret, Malmö
- Högalidskyrkan, Stockholm, 1916–1923
- Institutionen för lärarutbildning, Uppsala, 1914–1917
- Johannesskolan, Malmö, 1909
- Kiruna kyrka, 1909–1912
- Kontrollkontoret, Stockholm, 1910–1912
- Landshövdingehus, Annedal, Göteborg, 1870–1910 (rivet 1980-talet)
- Lundenskolan, Lunden, Göteborg, 1914
- Masthuggskyrkan, Masthugget, Göteborg, 1911–1914
- Naturhistoriska riksmuseet, Frescati, Stockholm, 1907–1916
- NK-villan, Nyköping, 1906
- Nordiska museet, Djurgården, Stockholm, 1897–1907
- Oscar Fredriks kyrka, Göteborg, 1893
- Oskarströms kyrka, 1918
- Post- och Telegrafhuset, Örebro 1912–1914
- Röhsska museet, Göteborg, 1914
- Villa Sagatun, Hägersten, Stockholm, 1880-tal
- Slakthuset, Malmö, 1904
- Solbergs kyrka, 1917
- Stockholms rådhus, 1915
- Stockholms stadion, Östermalm, 1910–1912
- Stockholms stadshus, 1912–1923 (övergång till nyklassicismen)
- Svenska Läkaresällskapets hus, 1904–1906, Stockholm
- Televerkets hus, Uppsala, 1910-talet
- Tennispaviljongen, Djurgården, Stockholm, 1896
- Uppenbarelsekyrkan, Saltsjöbaden, 1910–1913
- Östersunds rådhus, 1909–1912
- Oskarshamns järnvägsstation, 1906

### Danmark
- Eliaskyrkan, Köpenhamn, 1904
- Esbjerg station, Esbjerg, 1904
- Holstebro station, Holstebro
- Katolska kyrkan, Århus, 1879–1881
- Köpenhamns rådhus, 1892–1905
- Landsarkivet för Nørrejylland, Viborg, 1890–1891
- Sankt Andreas kyrka, Köpenhamn, 1898–1901
- Sankt Andreas kyrka (katolsk), Ordrup, Köpenhamn, 1871–1873
- Villa Kampen, Århus, 1902
- Århus tullkammare, 1897
- Århus teater, 1900
- Österport station, Köpenhamn, 1896–1897

### Finland
- Finlands nationalteater, Helsingfors, 1899–1906
- Helsingfors centralstation, 1904–1919
- Helsingfors börshus, 1911
- Hvitträsk, Kyrkslätt
- Tarvaspää, Esbo, 1911–1913
- Västanfjärds nya kyrka, Egentliga Finland, 1910–1912
- Åbo konstmuseum, 1904

### Norge
- Frognerkyrkan, Oslo, 1907
- Norges tekniska högskola, Trondheim, 1910

## Konst
Det nationalromantiska måleriet brukar härledas till Düsseldorfskolan som skapade dels historieromantiska målare som Carl Wahlbom och Carl Gustaf Hellqvist, dels mer utpräglat nationalromantiska konstnärer som Bengt Nordenberg, Josef Wilhelm Wallander och Johan Fredrik Höckert. Impressionisterna såsom Carl Larsson och övriga konstnärer inom Konstnärsförbundet inledde sin verksamhet i opposition mot dessa, och med en mer internationellt präglad stil, men ganska snart kom nationalistiska tankegångar in även i deras konst. Nya impulser kom mot slutet av 1800-talet, då flera svenska konstnärer reste hem från Paris för att skildra det som de ansåg var det genuint svenska. Motiv som återkommer då är det svenska landskapet med tall och gran, arbetande bönder och motiven av hemmet. Det goda hemmet blev en symbol för det enkla och goda sättet att leva sitt liv. Den konstnär som blivit mest känd för sådana bilder av hemmet är Carl Larsson, som målade sin familj i Sundborn, Dalarna.
Konstnärerna nedan är exempel på konstnärer som i sin samtid inte betraktades som nationalromantiska konstnärer, men i senare tid, framför allt efter andra världskriget, kommit att symbolisera en "nationell" svensk konst.
| - Richard Bergh - Per Ekström - Albert Engström - prins Eugen - Anton Genberg - Gunnar Hallström - Eugène Jansson - Nils Kreuger - Marcus Larson | - Carl Larsson - Bruno Liljefors - Karl Nordström - Helmer Osslund - Gustaf Rydberg - Carl Wilhelmson - Anders Zorn - Axel Sjöberg - John Bauer |

### Några norska konstnärer
- Peder Balke
- Johan Christian Dahl
- Hans Gude
- Theodor Kittelsen
- Adolph Tidemand

### Några finländska konstnärer
- Albert Edelfelt
- Akseli Gallen-Kallela